# Lăstun violet
Lăstunul violet (Progne subis) este o specie de pasăre din familia Hirundinidae. Este cea mai mare rândunică din America de Nord. În ciuda numelui său, lăstunul violet nu este cu adevărat violet. Penele albastru-închis au o strălucire irizată cauzată de refracția luminii incidente, dându-le un aspect de albastru strălucitor până la bleumarin sau violet intens. Într-o anumită lumină, ele pot chiar să pară verzi.

## Taxonomie
În 1750, naturalistul englez George Edwards a inclus o ilustrare și o descriere a lăstunului violet în al treilea volum al lucrării sale A Natural History of Uncommon Birds. Edwards și-a bazat gravura colorată manual pe un exemplar conservat care fusese adus la Londra din zona Golfului Hudson din Canada. În 1758, când naturalistul suedez Carl Linnaeus și-a actualizat Systema Naturae pentru a zecea ediție, el a plasat lăstunul violet cu rândunele în genul Hirundo. Linnaeus a inclus o scurtă descriere, a inventat numele binomial Hirundo subis și a citat lucrarea lui Edwards.
Lăstunul violet este astăzi plasat în genul Progne care a fost introdus în 1826 de zoologul german Friedrich Boie. Numele genului Progne provine din mitologia greacă. Progne sau Procne (Πρόκνη), fiica regelui Pandion al Atenei și soția regelui Tereus al Traciei a fost transformată într-o rândunică. Epitetul specific subis este latinescul pentru o pasăre menționată de autorul roman Nigidius Figulus care ar putea sparge ouăle de vultur. Este posibil să fi fost aplicat acestei specii din cauza agresiunii sale față de păsările de pradă atunci când cuibărește.
Sunt recuoscute trei subspecii:
- P. s. subis (Linnaeus, 1758) – forma nominalizată, sudul Canadei, estul SUA și estul Mexicului. Iernează prin America de Sud la est de Anzi
- P. s. hesperia (Brewster, 1889) – sud-vestul SUA și nord-vestul Mexicului. Poate ierni în America de Sud.
- P. s. arboricola (Behle, 1968) – vestul SUA și nordul Mexicului. Poate ierni în America de Sud.

## Descriere
Cu o lungime medie de 20 cm și o anvergură a aripilor de până la 38 cm, lăstunul violet este cel mai mare dintre cele 89 de specii din familia Hirundinidae. Această specie are un dimorfism sexual clar: masculii adulți au penajul negru-albăstrui lucios, cu excepția aripilor și a cozii care sunt de culoare neagră, în timp ce femelele au o culoare închisă în partea de sus, cu niște străluciri albastre de oțel, iar părțile inferioare sunt mai deschise. Adulții au coada ușor bifurcată.

## Galerie

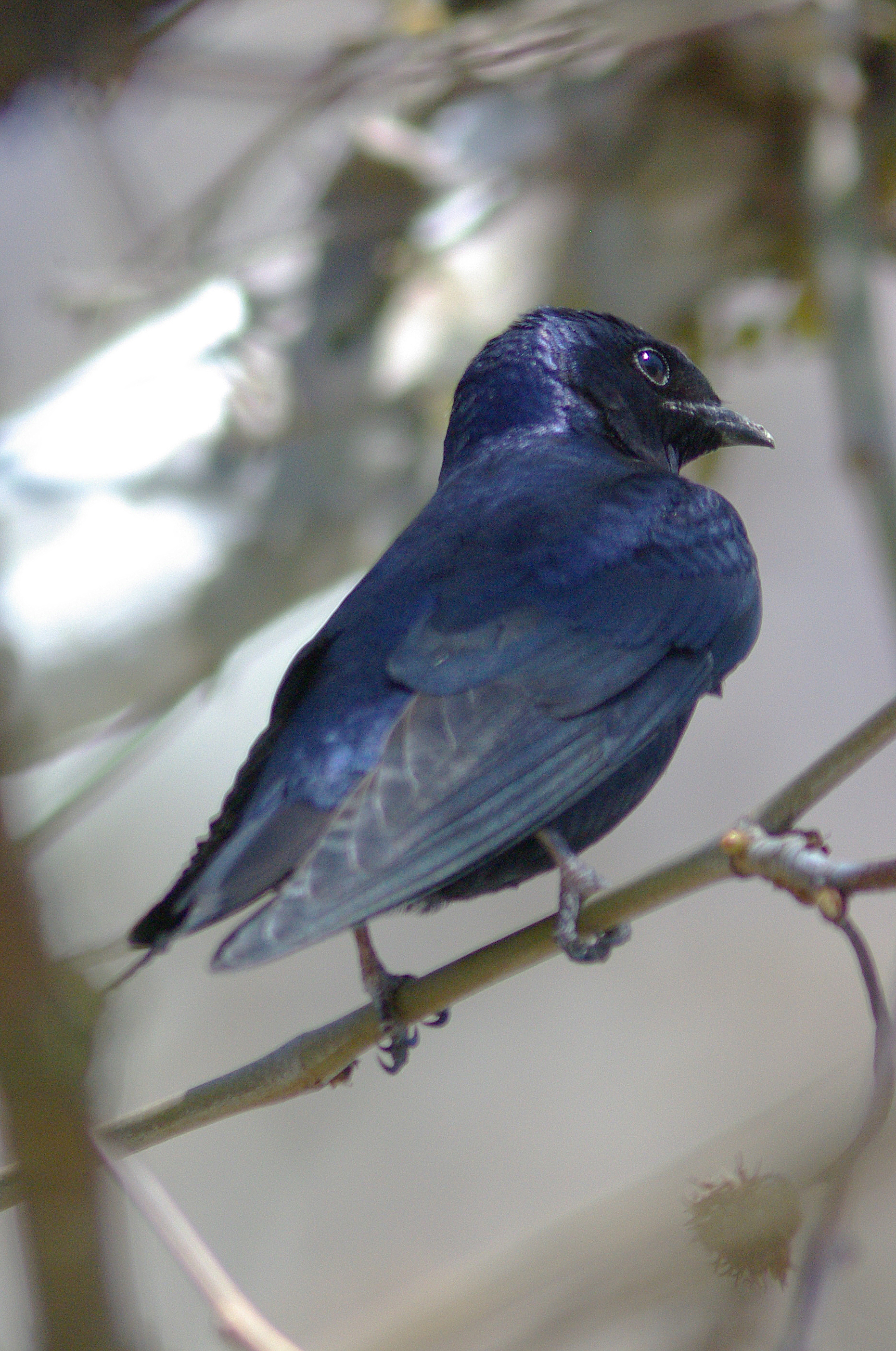
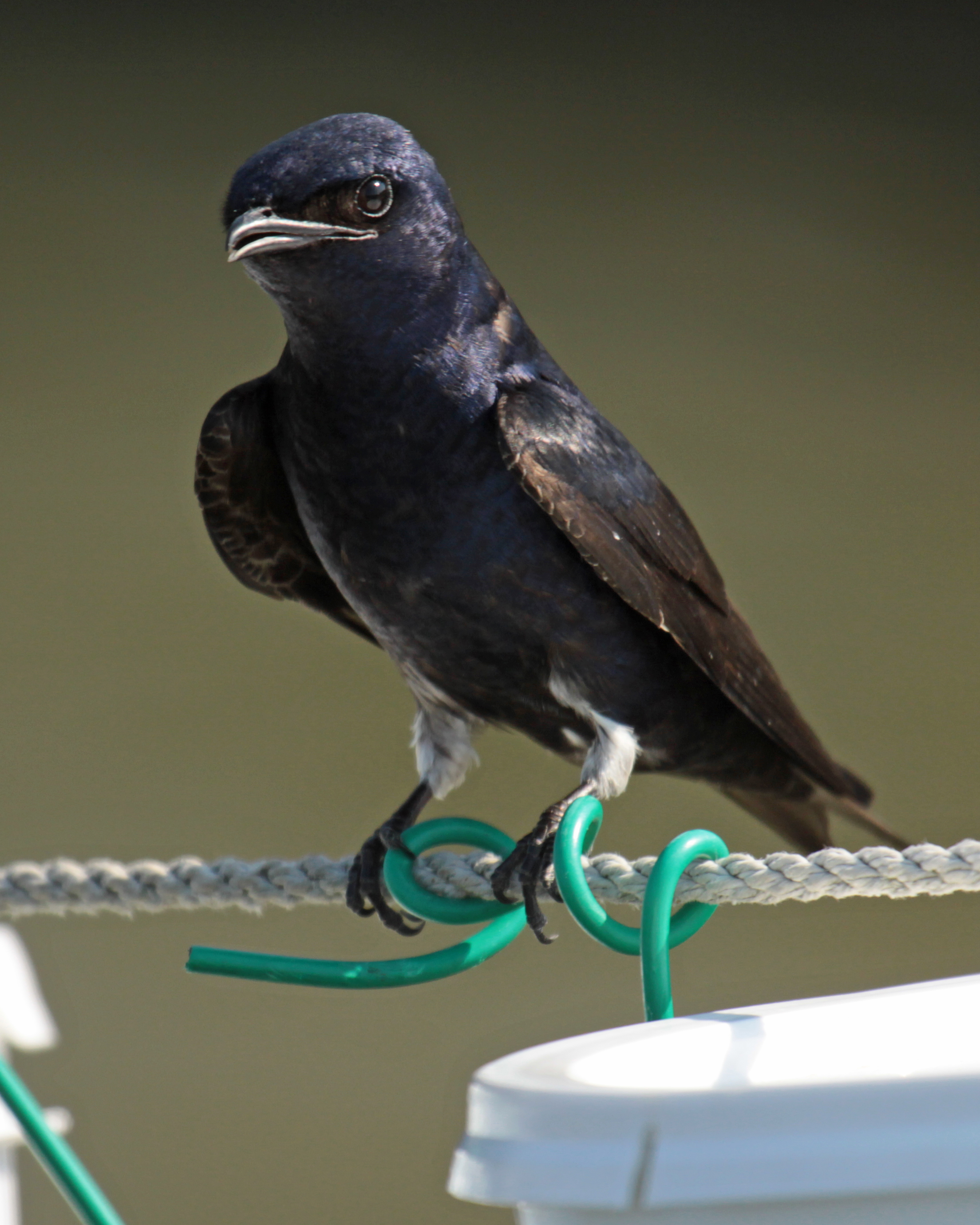
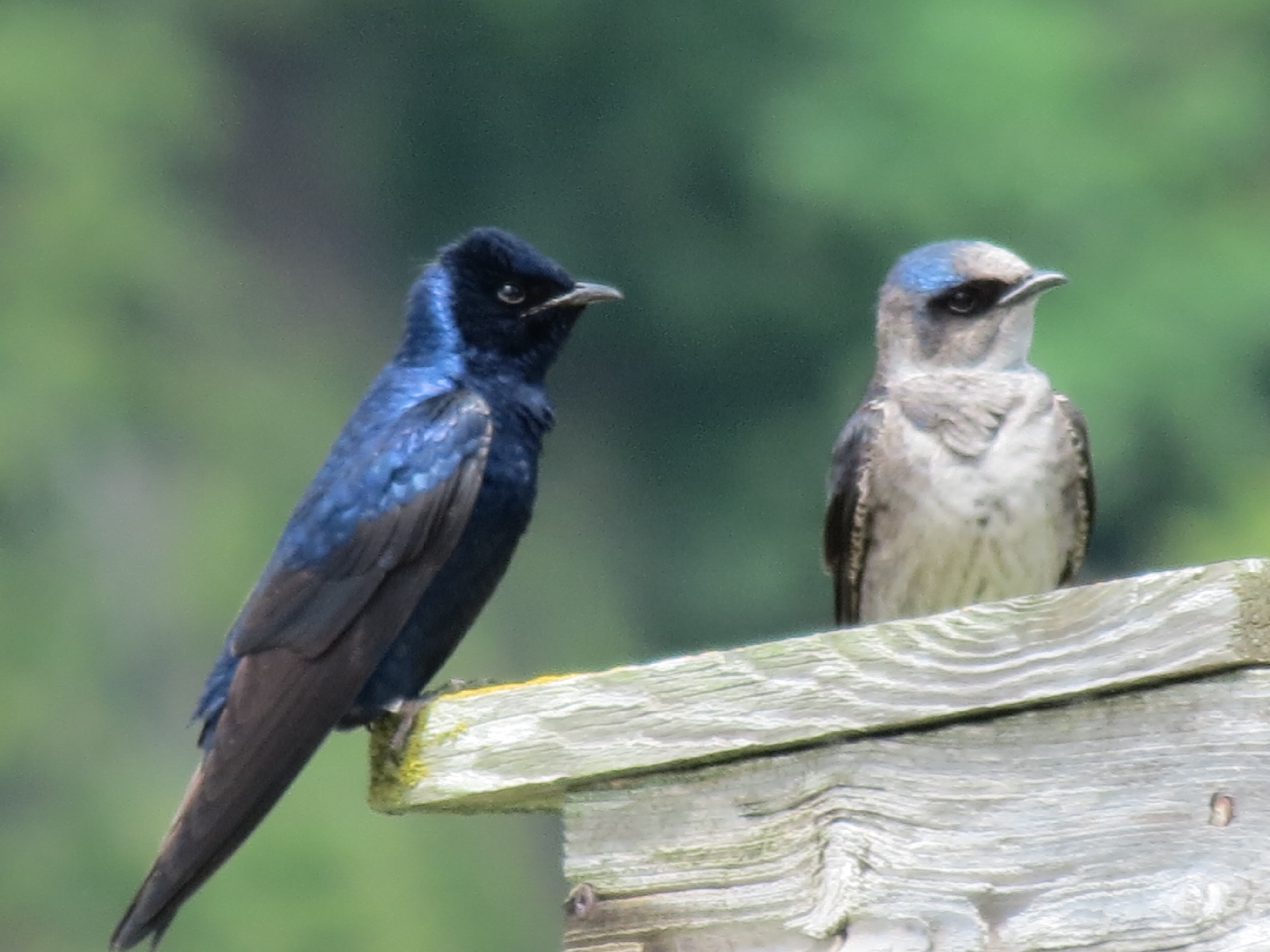
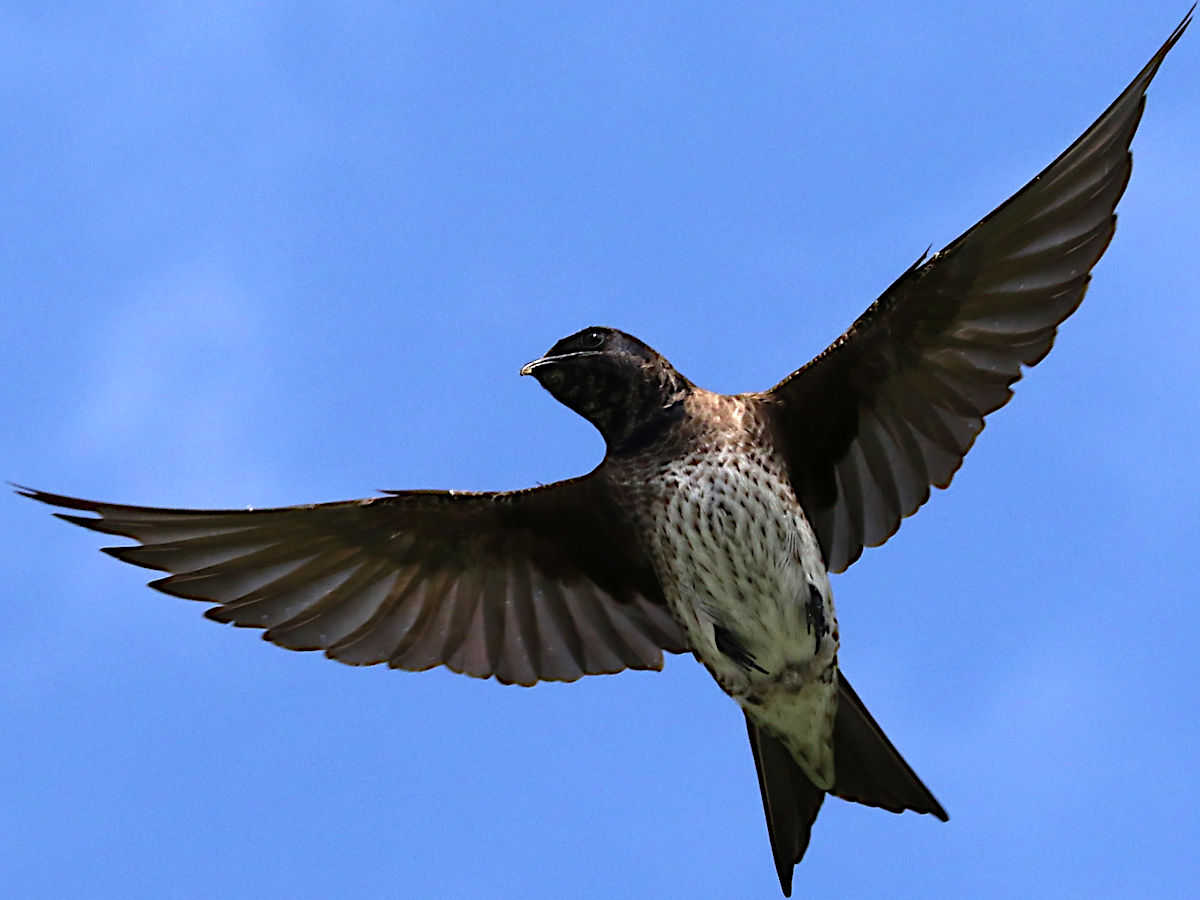
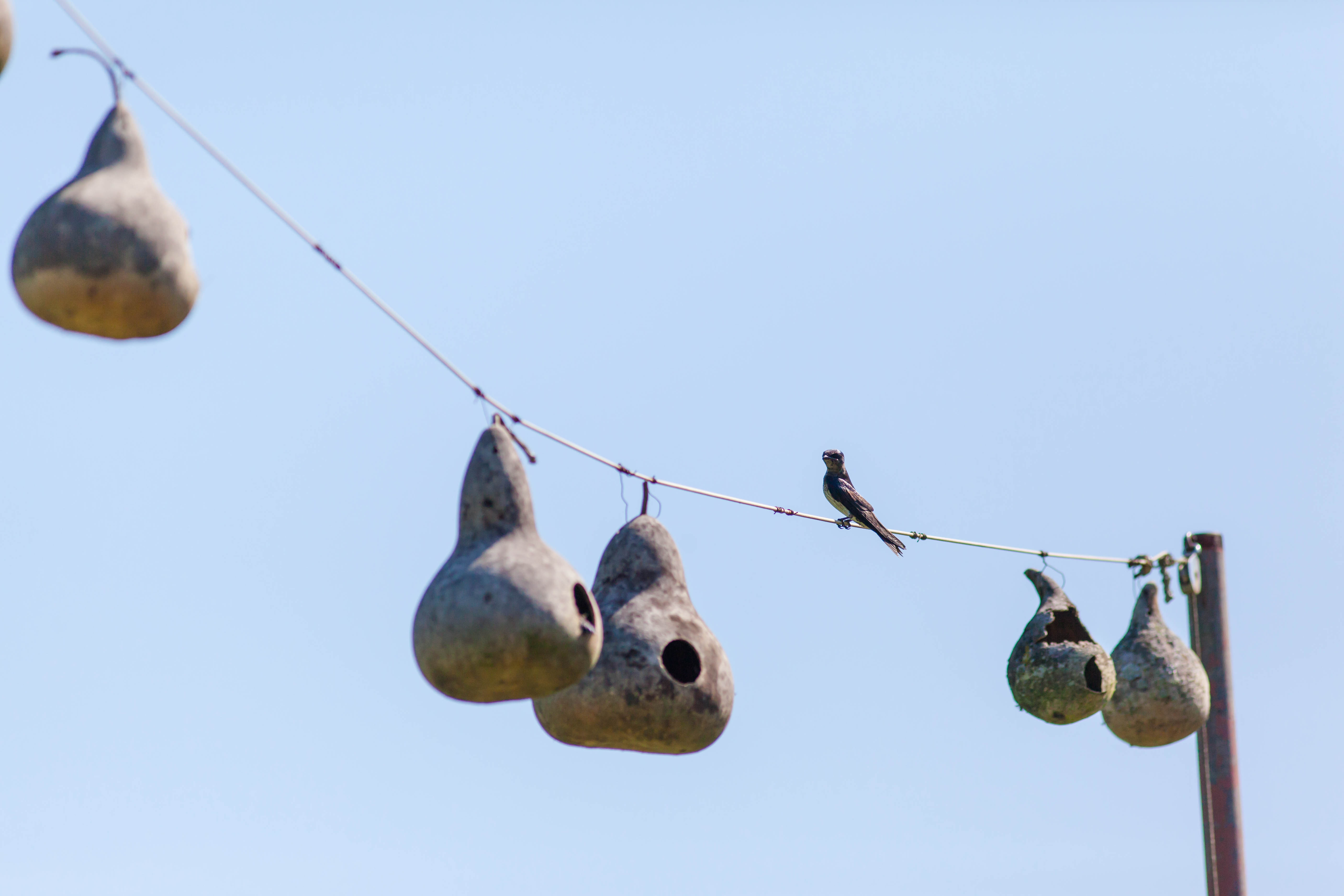
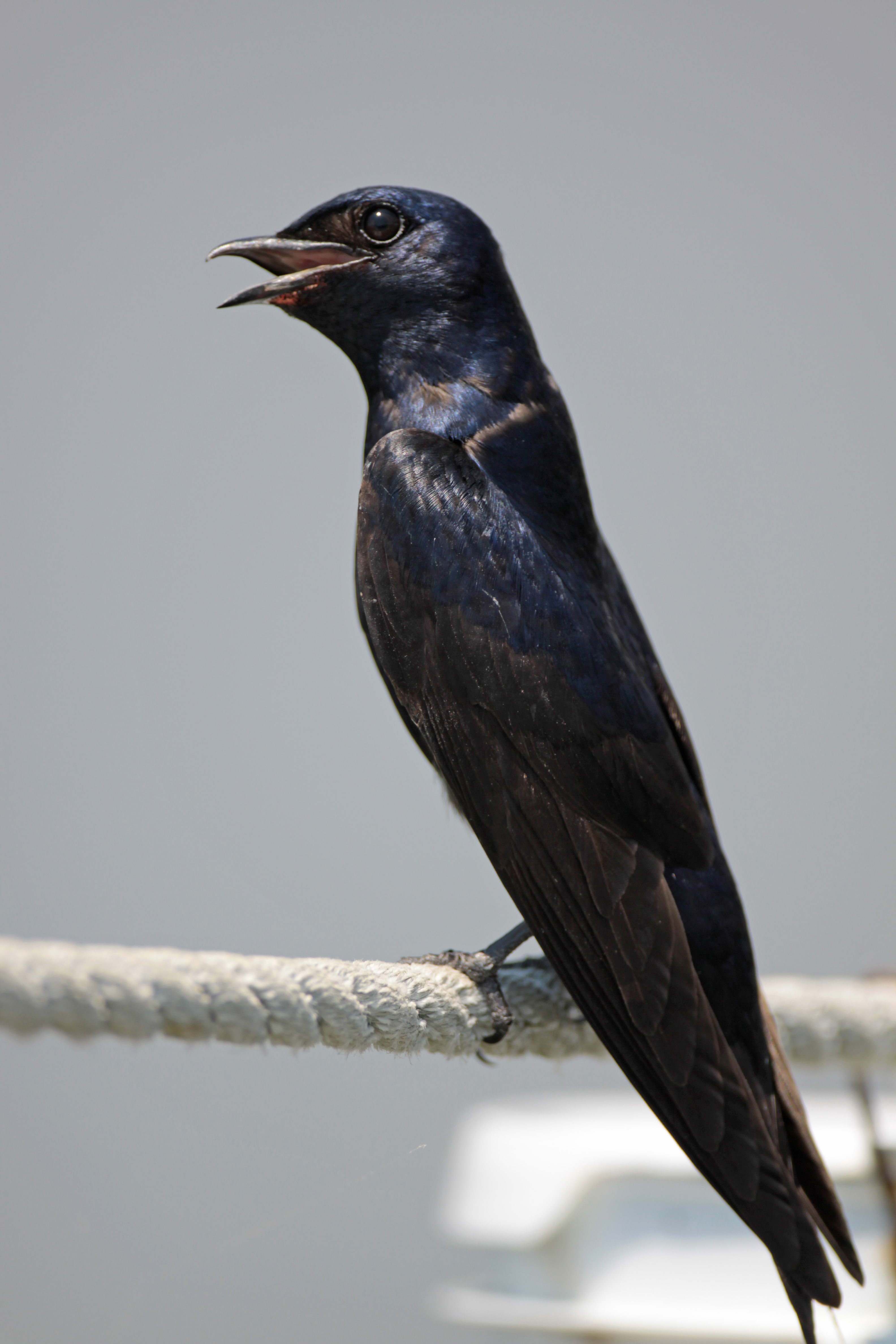
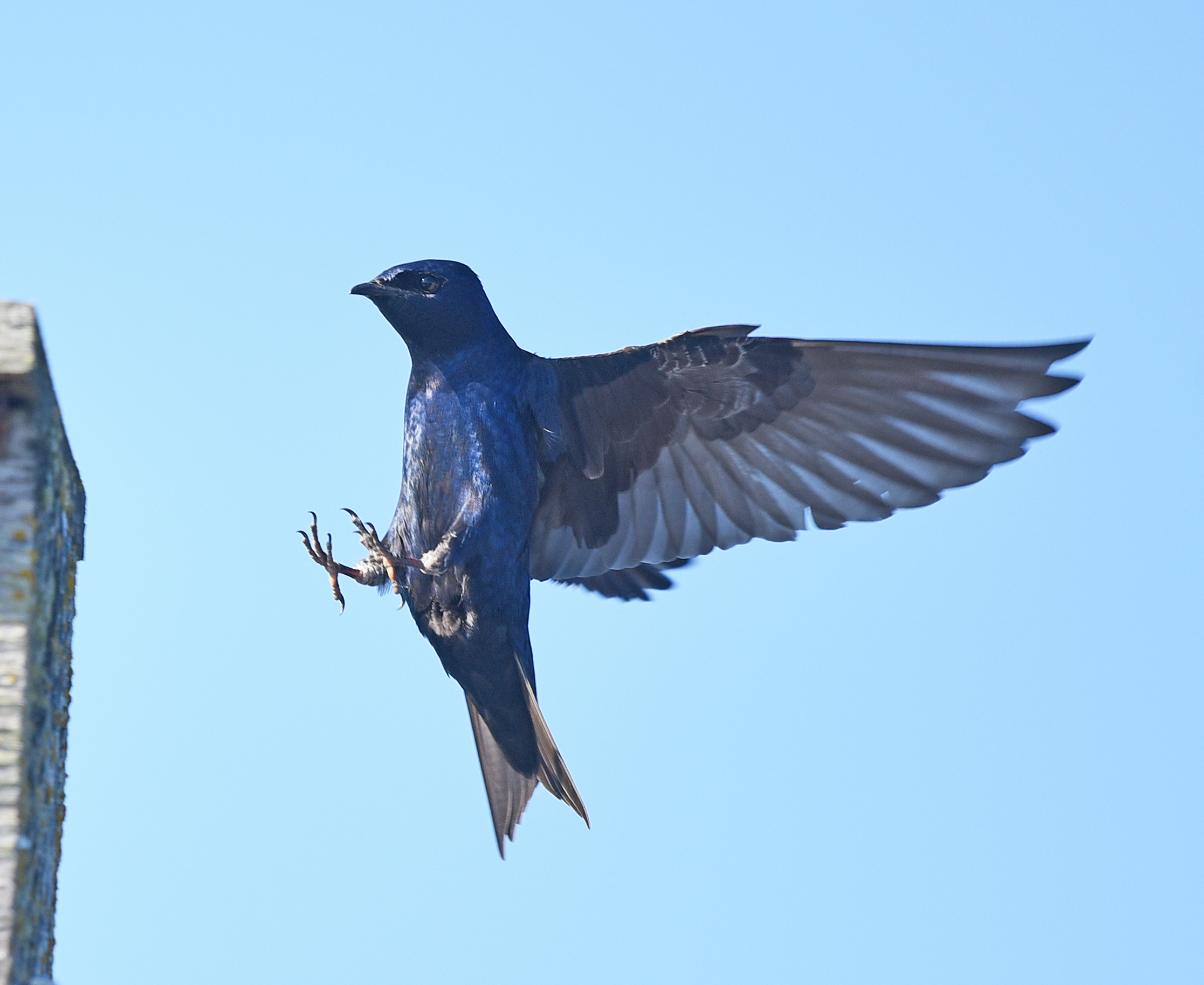
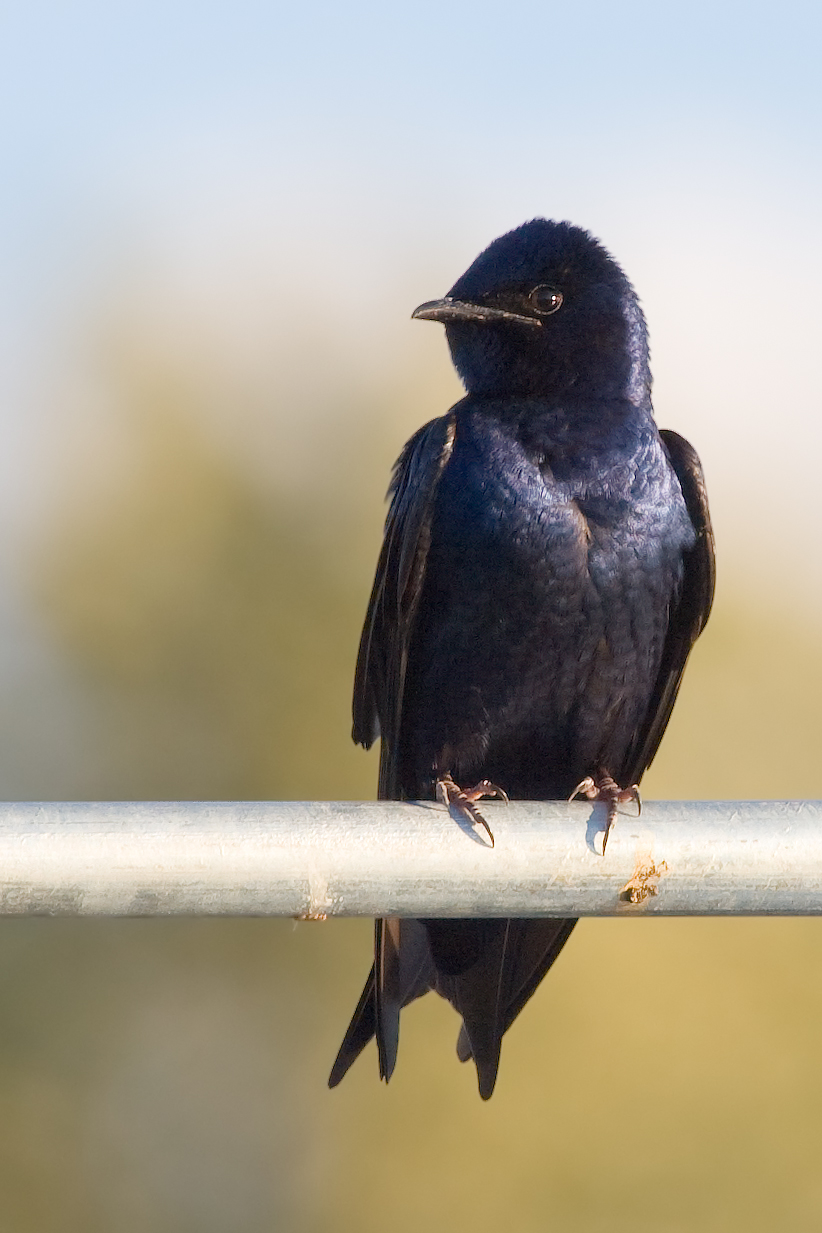